# Bhumibol Adulyadej

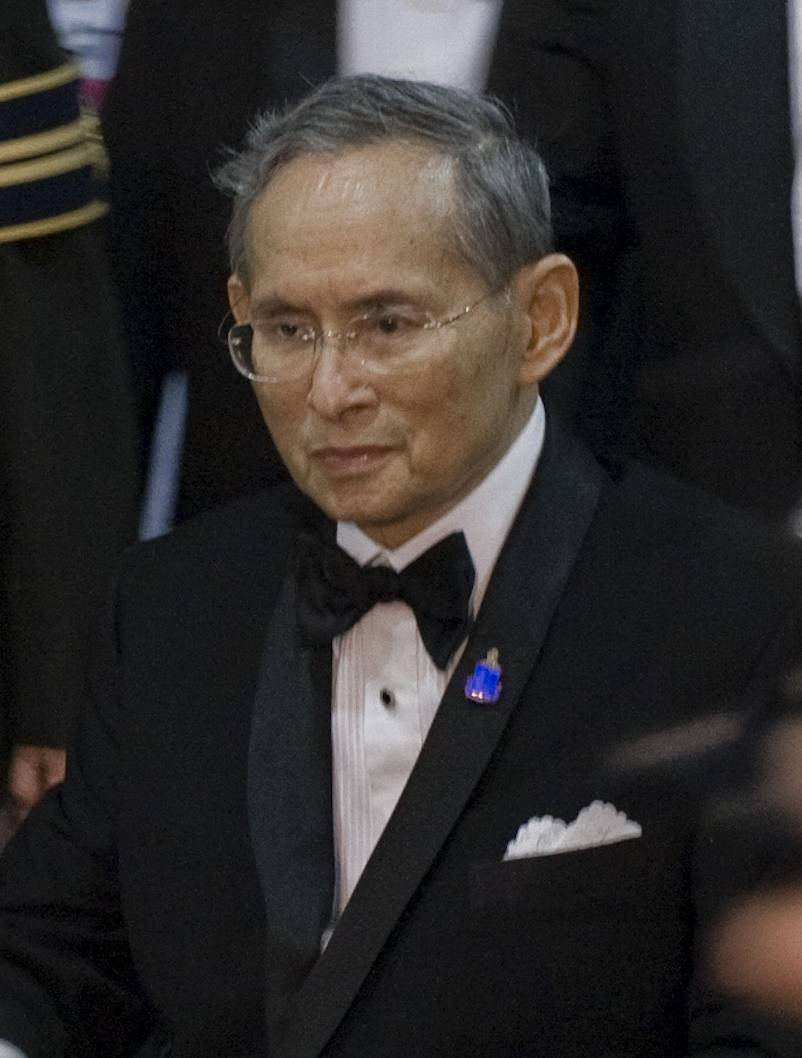
Bhumibol Adulyadej (2010)

Bhumibol Adulyadej (thailändisch: ภูมิพลอดุลยเดช, RTGS-Umschrift: Phumiphon Adunyadet, Aussprache: [pʰuːmípʰon ʔàdunjádèːt] (anhörenⓘ); seit 1987 auch Bhumibol Adulyadej der Große; * 5. Dezember 1927 in Cambridge, Massachusetts, USA; † 13. Oktober 2016 in Bangkok) war vom 9. Juni 1946 bis zu seinem Tod König von Thailand, der neunte aus der Chakri-Dynastie (Rama IX.). Er war seinerzeit das am längsten amtierende Staatsoberhaupt der Welt und der am längsten amtierende Monarch in der Geschichte Thailands.

## Geburt und Jugend
Bhumibol Adulyadej wurde 1927 in den USA geboren, wo sein Vater, Prinz Mahidol Adulyadej, Fürst von Songkhla, an der Harvard University Medizin studierte. Trotz seines Geburtsortes war er selbst niemals US-Staatsbürger, da das Geburtsortprinzip in den USA nicht auf Abkömmlinge ausländischer Herrscher angewandt wird. Seine Mutter war die Bürgerliche Mom Sangwal, die später als Königsmutter den Namen Srinagarindra bekam. Sein Großvater war König Chulalongkorn (Rama V.), seine Onkel die Könige Vajiravudh (Rama VI.) und Prajadhipok (Rama VII.). Bhumibol hatte eine ältere Schwester, Prinzessin Galyani Vadhana, und einen älteren Bruder, Prinz Ananda Mahidol. In seiner amerikanischen Geburtsurkunde wurde zunächst nur Baby Songkla eingetragen, weil es nach dynastischer Tradition das Vorrecht des damaligen Königs und Oberhaupts des Hauses Chakri war, einen glückverheißenden Namen zu bestimmen. Prajadhipok wählte den Namen Bhumibala Adulyadeja, was auf Sanskrit „Stärke des Landes, unvergleichliche Kraft“ bedeutet.
1928 kehrte die Familie nach Bangkok zurück. Dort starb der Vater am 24. September 1929 an Nierenversagen.
Die Mutter brachte die Kinder 1933 zur Ausbildung in die Schweiz. 1934 wurde Bhumibol seine erste Fotokamera geschenkt. Das löste ein wichtiges, lebenslanges Hobby aus, die Fotografie. Seitdem wurde er zum Fotografen der Familie und trug die Kamera fast ständig bei sich. Nach der Abdankung ihres kinderlosen Onkels Prajadhipok wurde Bhumibols neunjähriger Bruder Ananda 1935 König (Rama VIII.). Sie blieben jedoch in der Schweiz, und Ananda wurde von Regentschaftsräten vertreten. Bhumibol und sein Bruder kehrten 1938 für zwei Monate nach Thailand zurück. 1942 begann sich Bhumibol für Jazzmusik zu begeistern und Saxophon zu lernen, eine Leidenschaft, die er sein Leben lang behielt. Nach dem Ablegen seiner Maturität am Gymnasium in Lausanne nahm er ein Studium der Technischen Wissenschaften auf. Erst 1945 reisten Ananda und er erneut für einige Zeit in ihre Heimat.
Bhumibols Bruder, König Ananda Mahidol, wurde am 9. Juni 1946 erschossen in seinem Zimmer aufgefunden. Es wurde nie zweifelsfrei geklärt, ob er durch Mord, Selbsttötung oder einen Unfall starb. Bhumibol folgte ihm auf dem Thron. Zur Fortsetzung seiner Ausbildung kehrte er im August 1946 nach Lausanne zurück. Sein Onkel Prinz Rangsit Prayurasakdi, Fürst von Chai Nat, nahm als Regent für ihn die Amtsgeschäfte wahr. Um sich auf seine Position als Staatsoberhaupt vorzubereiten, wechselte der eigentlich naturwissenschaftlich interessierte Bhumibol zur Politik- und Rechtswissenschaft. 
Bei einem Besuch in Paris traf er 1947 zum ersten Mal Mom Rajawongse Sirikit Kitiyakara, die Tochter des thailändischen Botschafters in Frankreich, die durch die gemeinsame Abstammung von König Chulalongkorn entfernt mit ihm verwandt war. Bei einem Autounfall am Genfersee im Oktober 1948 verlor er ein Auge, so dass er seitdem mit einem Glasauge und einer Gesichtslähmung lebte. Während seines Aufenthalts im Krankenhaus wurde er häufig von seiner späteren Frau Sirikit besucht. Eine Verlobung im engsten Familienkreis in Lausanne folgte am 19. Juli 1949. Am 28. April 1950, eine Woche vor seiner Krönung, heirateten sie offiziell im Sra-Pathum-Palast im Bangkoker Bezirk Pathum Wan.

## Krönung und Titel
Die Krönungszeremonie fand am 5. Mai 1950 im Großen Palast in Bangkok statt. Sein zeremonieller Name war entsprechend den Traditionen:
พระบาทสมเด็จพระปรมินทรมหาภูมิพลอดุลยเดช มหิตลาธิเบศรามาธิบดี จักรีนฤบดินทร์ สยามินทราธิราช บรมนาถบพิตร
(Phrabat Somdet Phra Paraminthra (oder Paramin oder Poramin) Maha Phumiphon Adunyadet Mahittalathibet Ramathibodi Chakkrinaruebodin Sayaminthrathirat Borommanat Bophit).
(Anhören des kompletten zeremoniellen Namens von König Rama Bhumibolⓘ)
Am selben Tag machte er seine Frau zur Königin, sie erhielt dabei den Titel Somdet Phra Boromma Rachini. Der Tag der Krönung, der 5. Mai, ist seitdem in Thailand ein öffentlicher Feiertag.
Obwohl König Bhumibol im westlichen Ausland Rama IX. genannt wurde, wurde der Name Rama (eine Abkürzung von Ramathibodi) von der thailändischen Bevölkerung selten benutzt. Die Thailänder selber nannten ihn umgangssprachlich „Nai Luang“ (ในหลวง) oder „Phra Chaoyuhua“ (พระเจ้าอยู่หัว: beides bedeutet „König“) oder auch „Rachakan Thi Kao“ (รัชกาลที่ ๙, wörtlich „Die neunte Regierungszeit“). Formell wurde er als Phrabat Somdet Phra Chaoyuhua (พระบาทสมเด็จพระเจ้าอยู่หัว) angesprochen, in offiziellen Dokumenten sogar als Phrabat Somdet Phra Paraminthara Maha Bhumibol Adulyadej (พระบาทสมเด็จพระปรมินทรมหาภูมิพลอดุลยเดช). Eine formelle Ansprache auf Englisch war „His Majesty King Bhumibol Adulyadej“, also „Seine Majestät König Bhumibol Adulyadej“. Seine Unterschrift lautete ภูมิพลอดุลยเดช ป.ร. (Bhumibol Adulyadej Po Ro, das bedeutet „Bhumibol Adulyadej R[ex]“).

## Regierungszeit
Auch nach der offiziellen Krönung kehrte Bhumibol noch einmal in die Schweiz zurück, um seine Studien fortzusetzen. Sirikit und er wandten sich dem europäischen Jetset zu, nahmen an Partys und Bällen teil. Infolge des Unfalls fiel es Bhumibol schwer, sich beim Studium zu konzentrieren, und er blieb letztlich ohne Abschluss aus Lausanne. Trotzdem erhielt er später ehrenhalber zahlreiche Titel von Universitäten im In- und Ausland. Im April 1951 brachte Sirikit die erste Tochter des Paares, Prinzessin Ubol Ratana, zur Welt.
Im Dezember 1951 kehrte Bhumibol nach Thailand zurück und übernahm die Regierungsgeschäfte. Drei Tage vor seiner Rückkehr unternahmen die führenden Militärs des Landes einen „stillen Putsch“, indem sie die Verfassung von 1949, die dem Parlament und dem König weitgehende Rechte einräumte, außer Kraft setzten. Sie befürchteten, dass Bhumibol ihnen kritisch gegenüberstehen und eine von Royalisten geführte Regierung einsetzen könnte. Bhumibol hatte ein angespanntes Verhältnis zum damaligen Ministerpräsidenten Feldmarschall Plaek Phibunsongkhram. Dieser hatte eine antiroyalistische Einstellung, versuchte die Rolle des Monarchen auf ein repräsentatives Mindestmaß zu beschränken und hatte stattdessen seit den 1940er-Jahren einen auf seine Person ausgerichteten Führerkult betrieben. Bhumibol fand, dass Phibunsongkhram sich wie ein „zweiter König“ aufführte, und zeigte seine kaum verhohlene Abneigung gegenüber dem Regierungschef.
Im Juli 1952 wurde der Thronfolger Prinz Vajiralongkorn geboren. Es folgten noch zwei Töchter, die Prinzessinnen Sirindhorn (1955) und Chulabhorn (1957).
Von Ende Oktober bis Anfang November 1956 lebte Bhumibol – wie für sehr viele männliche Thailänder üblich – 15 Tage lang in einem Kloster als buddhistischer Mönch. Er suchte sich hierzu den Wat Bowonniwet im Bangkoker Stadtteil Banglamphu aus, den Haupttempel des Thammayut-Ordens, in dem sein Urgroßvater, König Mongkut, einst Abt gewesen war. Während jener Zeit übernahm Sirikit als Regentin die Amtsgeschäfte. Ihr wurde daher nachträglich in Anerkennung dieses Amtes der Titel Somdet Phra Borommarachininat („Königin und Regentin“) verliehen.

### Wiederkehr des Royalismus
1957 putschte der mit dem Ministerpräsidenten Phibunsongkhram rivalisierende Feldmarschall Sarit Thanarat. Zu dem deutlich royalistischer eingestellten neuen Regierungschef hatte Bhumibol ein ungleich besseres Verhältnis. Während Bhumibol dem Militärherrscher durch seine Gunst Legitimität verlieh, räumte Sarit dem König eine große öffentliche Rolle ein. Er überließ Bhumibol die Schirmherrnrolle für Projekte zur ländlichen Entwicklung. Sarits Regime propagierte Königstreue als Mittel gegen den drohenden Kommunismus, im Rahmen des inoffiziellen Staatsmottos „Nation, Religion, König“. Der König und der Ministerpräsident teilten ihre Begeisterung für Maßnahmen der wirtschaftlichen Entwicklung des Landes, den Ausbau der Infrastruktur und des Bildungssystems.

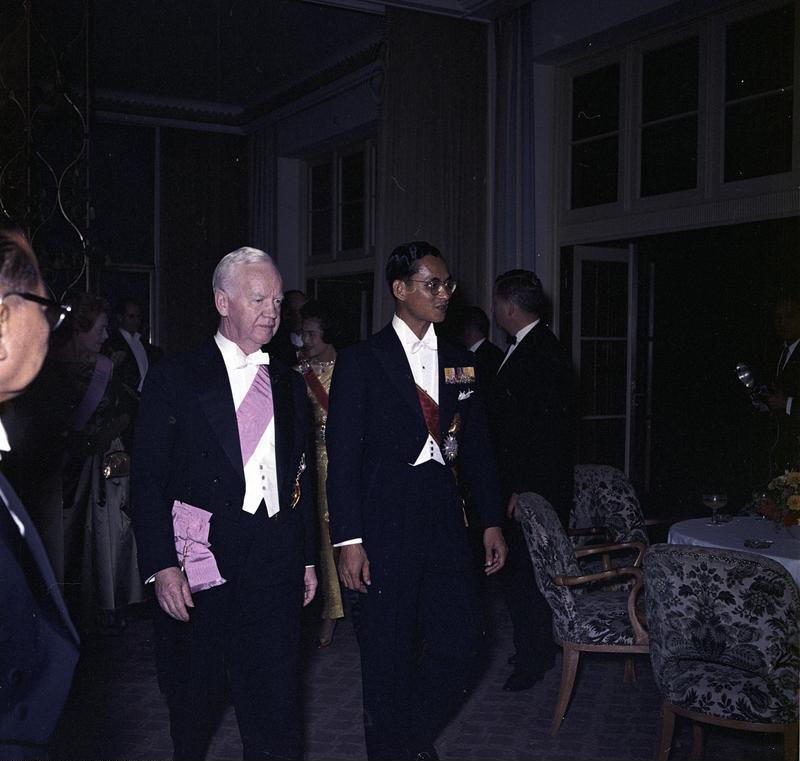
Bhumibol mit dem deutschen Bundespräsidenten Heinrich Lübke (1960)

1959 wurde die jährliche Kathin-Zeremonie und die königliche Barkenprozession wieder eingeführt. Pin Malakul, ein entferntes Mitglied der Königsfamilie, wurde Bildungsminister. Er ließ Schulbücher überarbeiten, damit sie die Rolle des Königs stärker in den Mittelpunkt rückten. 1960 verlegte Sarit den Nationalfeiertag Thailands vom Jahrestag des Endes der absoluten Monarchie 1932 auf Bhumibols Geburtstag. Seit den 1960er-Jahren wird es wieder verlangt, sich vor dem König niederzuwerfen, was Bhumibols Großvater Chulalongkorn 1873 abgeschafft hatte. Für die Beschreibung von Aktivitäten des Königs und seiner Familie sowie Angelegenheiten mit Bezug zu ihnen hat eine besondere Terminologie Wiedereinzug gehalten (ratchasap „Königssprache“), die nach dem Ende des Absolutismus 1932 außer Gebrauch gefallen war.
Im Sommer 1960 unternahm das thailändische Königspaar eine ausgedehnte Reise nach Europa und Nordamerika, einschließlich eines Staatsbesuchs in der Bundesrepublik Deutschland. Der weltgewandt auftretende junge König und die gutaussehende sowie stilbewusste Königin zogen international eine große Aufmerksamkeit auf sich. Das stärkte wiederum ihre Beliebtheit in der Heimat.
Ab 1961 nahm die Zahl der Audienzen Bhumibols für Privatpersonen und Gruppen stark zu. Er baute dadurch Verbindungen zu der entstehenden und an Einfluss zunehmenden Mittelschicht auf. Der König bereiste das Land regelmäßig und besuchte insbesondere die Universitäten, wo er in Austausch mit den Studenten trat. Auch zum Militär hatte Bhumibol ab dieser Zeit ein immer engeres Verhältnis. War er zuvor nur auf dem Papier Oberbefehlshaber, nahm er ab 1963 regelmäßig an Angelegenheiten der Streitkräfte Anteil. Nach dem Tod Sarits 1963 wurde offenbar, wie sehr dieser sich bereichert hatte. Die Nachfolgeregierung, unter Sarits bisherigem Stellvertreter Feldmarschall Thanom Kittikachorn, suchte noch stärker die Nähe des Monarchen. Durch seine Unterstützung hoffte Thanom den aufgedeckten Skandal zu überstehen und die Herrschaft des Militärs zu festigen.

### Entwicklungsprojekte
Der König startete mehr als 1000 größere und kleinere Projekte, die das gesamte Spektrum der ländlichen Probleme Thailands betrafen (von der Einführung neuer Nutzpflanzen über die Wasserhaltung, von der Trockenlegung von Sümpfen bis zur Erhaltung der letzten Regenwälder des Landes). In vielen Problemfeldern wie Landwirtschaft, Bewässerungsprojekte, Rettungsdienst, Gesundheitswesen versuchte der König persönlich für Verbesserungen zu sorgen. Unter anderem setzte er sich für den Rückbau des Opiums im Norden ein und förderte den Anbau von Pflanzen und Früchten mit hohem Ertrag, die auf gemäßigtes Klima angewiesen sind. Auf dem Palastgelände betrieb er eine Versuchsfarm, die sich mit Viehzucht und experimentellem Fruchtanbau beschäftigte.

### Politische Interventionen
1973 kam es zu Studentenprotesten gegen die Militärherrschaft, die sich im Oktober zu einem Volksaufstand erweiterte, an dem bis zu 500.000 Menschen teilnahmen. Die „Drei Tyrannen“, die Feldmarschälle Thanom Kittikachorn, Praphas Charusathien und Thanoms Sohn Narong Kittikachorn, versuchten, die Demonstrationen mit brutaler Gewalt niederzuschlagen, setzten Panzer und Kampfhubschrauber ein, wobei 77 Menschen getötet und hunderte verletzt wurden. Auf dem Höhepunkt des blutigen Vorgehens am 14. Oktober ließ Bhumibol die Tore seines Chitralada-Palasts öffnen, sodass sich Demonstranten auf sein Gelände retten konnten. Bhumibol entzog den Militärmachthabern seine Unterstützung und wandte sich moderateren Militärs wie dem Armeekommandanten General Krit Sivara zu, der sich weigerte, weiter auf das eigene Volk zu schießen. Krit drängte die „Drei Tyrannen“ aus dem Amt. Bhumibol forderte sie auf, das Land zu verlassen. Er machte von seiner Reservebefugnis Gebrauch und ernannte den Juraprofessor und Rektor der Thammasat-Universität Sanya Dharmasakti zum Übergangs-Ministerpräsidenten. Er beauftragte ihn außerdem, eine neue, demokratische Verfassung auszuarbeiten. Seither stand er in dem Ruf, eine starke Rolle für die Monarchie und demokratische Rechte für das Volk zu vereinen.
Angesichts des Siegs der Kommunisten in den südostasiatischen Nachbarländern Vietnam, Kambodscha und Laos, politischer Radikalisierung und weitergehender Forderungen und Proteste der Linken im eigenen Land umgab sich Bhumibol in der folgenden Zeit aber wieder mit Militärs und wandte sich antidemokratischen Kräften zu. So unterstützte er aktiv die rechte Bewegung der „Dorfpfadfinder“ (Luksuea Chaoban), die gegen die Studentenbewegung, Gewerkschaften und progressive Bauernverbände kämpfte. Er wohnte ihren Versammlungen bei und segnete ihre Halstücher und Flaggen. Als der entmachtete Militärdiktator Thanom Kittikachorn im September 1976 aus dem Exil nach Thailand zurückkehrte, um Mönch im vom Königshaus favorisierten Wat Bowonniwet zu werden, besuchten ihn der König und die Königin dort. Die dadurch ausgelösten erneuten Proteste von Studenten und Demokratieaktivisten wurden am 6. Oktober 1976 von Einheiten der Grenzschutzpolizei, „Dorfpfadfindern“ und anderen rechten Milizen im Massaker an der Thammasat-Universität zerschlagen. Das Militär übernahm wieder die Macht, und Bhumibol ernannte seinen Favoriten, den rechten Hardliner Thanin Kraivichien, zum Ministerpräsidenten. Dieser kündigte an, dass Thailand erst nach zwölf Jahren unter einer ernannten Übergangsregierung wieder zur Demokratie zurückkehren könne. Er wurde jedoch schon nach einem Jahr wieder vom Militär gestürzt.
1980 wurde der General Prem Tinsulanonda Regierungschef, zu dem Bhumibol wieder ein ausgezeichnetes Verhältnis hatte. Als eine Gruppe von Offizieren (die thailändischen „Jungtürken“) 1981 einen Putschversuch unternahmen, begleiteten der König und die Königin Prem auf dessen Flucht nach Nakhon Ratchasima. Sie gaben Erklärungen ab, in denen sie ihre eindeutige Unterstützung für Prem und ihre Ablehnung des Putsches erklärten, der kurz darauf scheiterte. Während der achtjährigen Amtszeit Prems stand der König bedingungslos hinter dem Premier, den er als unbestechlich schätzte und dessen subtiles und zurückhaltendes Auftreten er teilte. Zugleich war Prem geschickt im Bilden von Allianzen und im Ausüben von Patronage. Er gilt als Kopf eines informellen politischen Systems, das in der Terminologie des auf Thailand spezialisierten Politikwissenschaftlers Duncan McCargo „Netzwerk-Monarchie“ genannt wird. Nach seinem Ausscheiden von der Regierungsspitze im Jahr 1988 berief Bhumibol Prem in seinen Kronrat, 1998 sogar als Nachfolger Sanya Dharmasaktis zu dessen Präsidenten. In der Folgezeit galt Prem weiter als politischer Gewährsmann und Sachwalter des Königs. Durch Einflussnahme auf Ernennungen, Beförderungen und Versetzungen sorgte er dafür, dass stets dem Palast nahestehende Personen Schlüsselpositionen in Politik, Militär, Justiz und Verwaltungen einnahmen.
Die größte Herausforderung für den König war wohl das Massaker vom Schwarzen Mai 1992, als Hunderte von Demonstranten gegen die Regierung des Premierministers General Suchinda Kraprayoon vom Militär erschossen wurden. Als die Lage eskalierte, bestellte der König den Premier und seinen Kontrahenten, den wichtigsten Oppositionsführer Chamlong Srimuang, am 20. Mai zu einer Audienz ein. Vor laufender Kamera musste der Regierungschef versprechen, die Gewalt gegen die Demonstranten sofort einzustellen, verhaftete Regierungsgegner zu amnestieren und die Verfassung zügig abzuändern. Der Oppositionssprecher musste sich dagegen verpflichten, die Proteste gegen die Regierung zu beenden und stattdessen auf einen Kompromiss zuzuarbeiten. Die Ansprache des Königs an die beiden politischen Führer, die gemäß dem geltenden Hofprotokoll vor dem König knien und sich zu Beginn und Ende der Audienz vor ihm niederwerfen mussten, konnte auf Zuschauer wie eine „Standpauke“ für beide Seiten wirken. Das Blutvergießen konnte so beendet werden.
Den Versuch der Militärjunta, ihre Herrschaft nach dem Rücktritt Suchindas durch einen ihnen nahestehenden Politiker fortzusetzen, verwarf Bhumibol. Die promilitärischen Parteien, die immer noch über eine Mehrheit im Parlament verfügten, hatten dem König Somboon Rahong zur Ernennung vorgeschlagen. Bhumibol fürchtete, dass der blutige Konflikt gleich wieder aufbrechen und das Land spalten könnte. Er ließ daher Somboons Namen auf der Ernennungsurkunde durch den seines Favoriten, des parteilosen Liberalen Anand Panyarachun, ersetzen. Obwohl die Ernennung Anands, der kein gewählter Politiker und kein Mitglied des Parlaments war, nicht im Sinne der Verfassung war, stieß dieser Schritt auf weitgehende öffentliche Zustimmung. Damit bewies Bhumibol, wie schon nach dem Volksaufstand 1973, erneut, dass er über der Politik und auch über dem Militär stand.

### Netzwerk-Monarchie
Nach dem Mai 1992 intervenierte Bhumibol nicht mehr selbst politisch, bediente sich aber weiterhin der unter seinem Schutz stehenden „Netzwerk-Monarchie“. Bis Ende der 1990er-Jahre hatte diese zwar keine vollständig dominierende Stellung, sie war jedoch mit Abstand die einflussreichste und dauerhafteste unter Thailands politischen Allianzen, sodass das Bilden von Mehrheiten und Regieren gegen dieses Netzwerk unmöglich erschien. Damit ging aber nicht immer eine konservative Politik einher: Bhumibol begrüßte auch liberale Reformen sowie die als sehr fortschrittlich geltende, sogenannte „Verfassung des Volkes“, die unter der Leitung von Anand Panyarachun – einem Vertrauensmann des Königs – ausgearbeitet wurde und 1997 in Kraft trat.
2001 wurde jedoch Thaksin Shinawatra zum Ministerpräsidenten gewählt, der erstmals den Versuch wagte, den Einfluss der „Netzwerk-Monarchie“ zu beschneiden und durch ein von ihm selbst abhängiges Netzwerk zu ersetzen. Bhumibol kritisierte Thaksin zuweilen ungewöhnlich deutlich, etwa für dessen kompromisslose und gewaltsame Vorgehensweise im Konflikt mit den muslimischen Separatisten in Südthailand oder für dessen fehlende Kritikfähigkeit. Ende 2005 begann sich eine Bürgerbewegung gegen Thaksin zu bilden, die sich ausdrücklich auf den König berief und gelbe Hemden trug, eine Farbe, die in der thailändischen Farbensymbolik mit Bhumibol verbunden wird. Als diese Volksallianz für Demokratie im März 2006 den König aufforderte, Thaksin zu entlassen und unter Umgehung des Vorschlagsrechts des Parlaments einen neuen, ungewählten Ministerpräsidenten zu ernennen, lehnte Bhumibol das allerdings klar ab. In Reden vor Richtern der beiden obersten Gerichtshöfe erklärte er am 25. bzw. 26. April 2006:

„Ich bin sehr beunruhigt über dieses Durcheinander. Was auch immer passiert, sie erbitten von mir einen königlich ernannten Premier. Das entspricht aber nicht der demokratischen Regierungsform. Wenn man dafür Artikel 7 der Verfassung anführt, so ist das eine Fehlbehauptung. Man kann das nicht dafür anführen. Artikel 7 hat zwei Zeilen. Dort steht: Wenn etwas nicht in der Verfassung geregelt ist, so ist nach der Tradition oder dem bisherigen Brauch zu verfahren. Da steht nicht: Wenn sie einen ernannten Premier wollen, können sie einen ernannten Premier erbitten. Das wäre keine demokratische, sondern eine, verzeihen Sie den Ausdruck, verkorkste, eine unvernünftige Regierungsform.“

Zugleich rief er die Richter auf, sich ihrer Verantwortung bewusst zu sein. Eine Wahl, bei der nur eine Partei antritt, sei undemokratisch und anormal (die Oppositionsparteien hatten die vorangegangenen Parlamentswahlen boykottiert, sodass in vielen Wahlkreisen nur ein Kandidat der regierenden Thai-Rak-Thai-Partei antrat). Einige Tage später erklärte das Verfassungsgericht die Wahl für ungültig und setzte einen neuen Termin zur Wiederholung an. Dazu kam es allerdings nicht mehr, da bereits im September 2006 das Militär putschte. Der König billigte den Putsch, ernannte den Juntaführer General Sonthi Boonyaratglin zum Vorsitzenden des „Rats für demokratische Reformen“, der vorübergehend die faktische Regierungsgewalt übernahm, und forderte alle Staatsbediensteten auf, General Sonthis Befehlen zu folgen.

### Rückzug im Alter und Krankheit

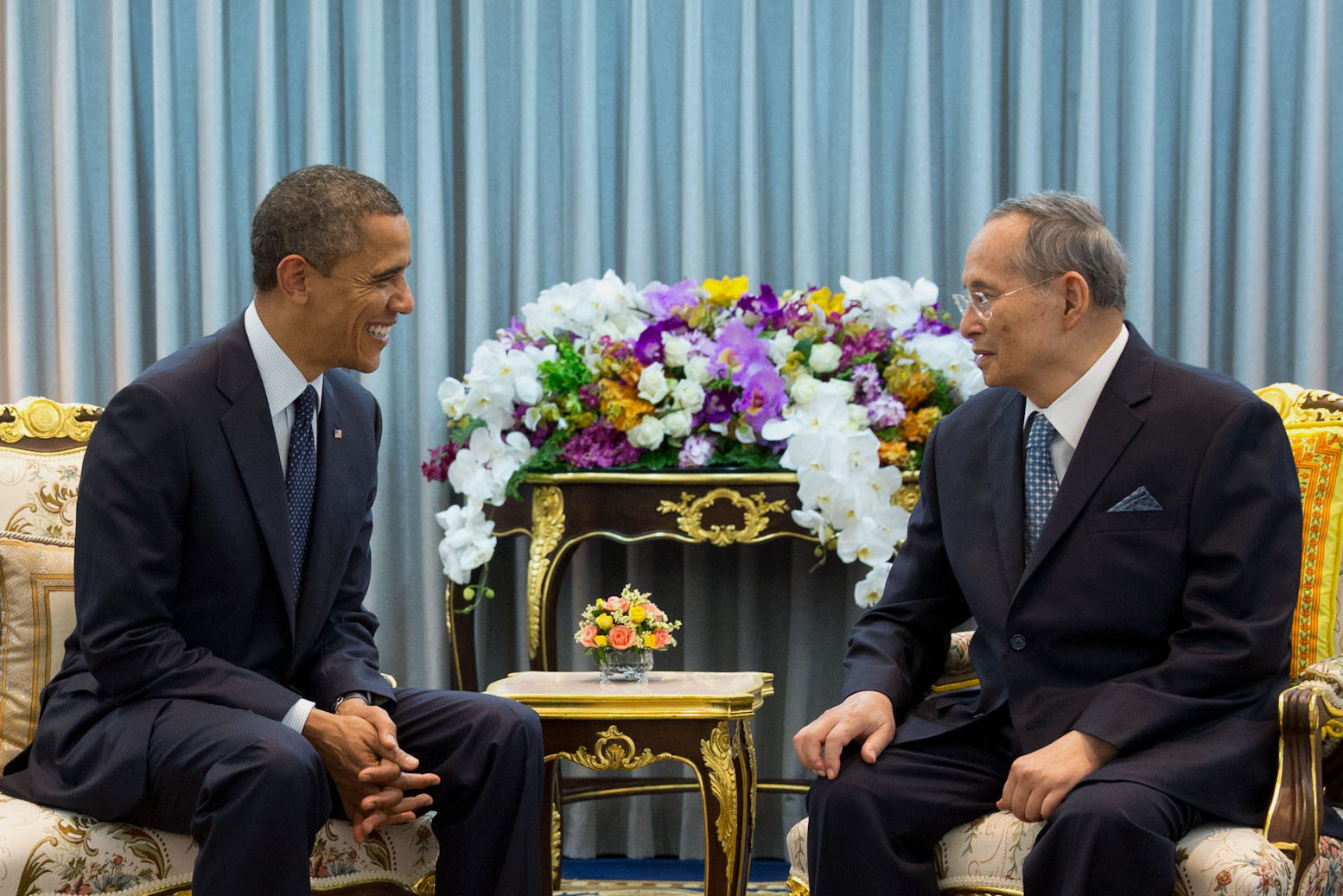
Bhumibol mit US-Präsident Barack Obama (2012)

Im Jahre 2006 fanden in Bangkok anlässlich seines 60-jährigen Thronjubiläums umfangreiche Feiern statt. Er war von da an das am längsten amtierende Staatsoberhaupt der Welt, vor Elisabeth II. von Großbritannien (seit 1952). Nach der Jahrtausendwende hatte der König immer mehr mit gesundheitlichen Problemen zu kämpfen. Seit einer Lungenentzündung im September 2009 residierte er dauerhaft im Siriraj-Krankenhaus in Bangkok, das einen separaten Flügel für den königlichen Patienten eingerichtet hatte. Er verließ es nur selten und stets im Rollstuhl. An seinem 84. Geburtstag (2011) wurde er unter großer Anteilnahme der Bevölkerung zum Palast gefahren, wo er eine kurze Ansprache hielt.
Am 1. August 2013 wurde Bhumibol nach vier Jahren aus dem Krankenhaus entlassen. 20.000 bis 30.000 Menschen versammelten sich laut Polizeiangaben, als er die zweistündige Fahrt zu seiner Residenz in Hua Hin antrat.
Am 9. Juni 2015 gab er zum 69. Jahrestag seiner Krönung eine Audienz in Bangkok.

### Tod und Trauerfeierlichkeiten

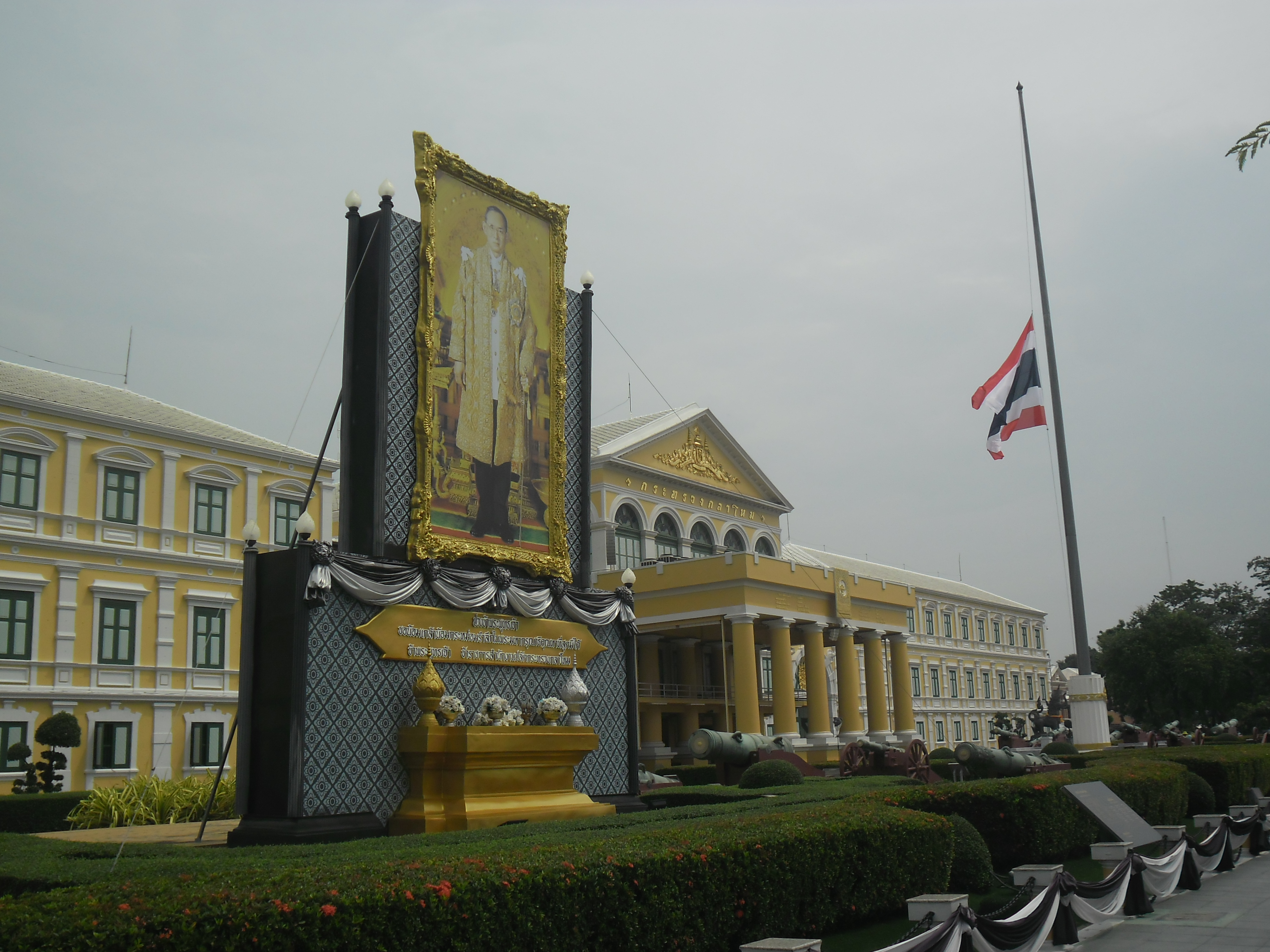
Flagge auf Halbmast

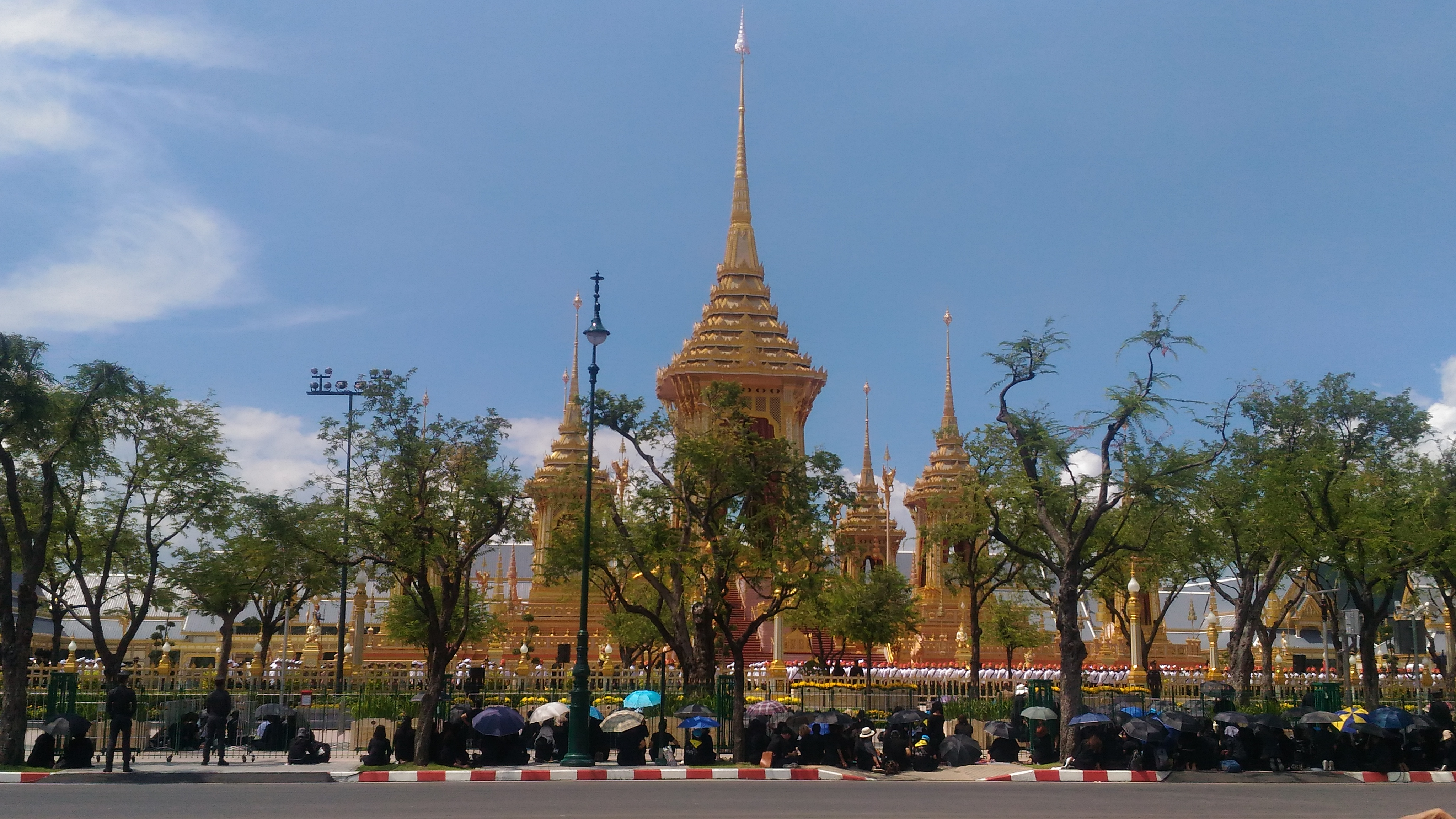
Das Krematorium im Oktober

Am 13. Oktober 2016 starb er im Siriraj-Krankenhaus in Bangkok an den Folgen eines Nierenversagens und einer Lungenentzündung im Alter von 88 Jahren. Ministerpräsident Prayut Chan-o-cha gab Kronprinz Maha Vajiralongkorn als designierten Nachfolger bekannt. Bis zu dessen Krönung übernahm der Präsident des Kronrats, Prem Tinsulanonda, die Regentschaft.
Die Regierung legte zunächst eine Staatstrauer von einem Jahr fest. Angestellte staatlicher Betriebe, Beamte und Mitarbeiter des öffentlichen Dienstes mussten schwarze Kleidung tragen.
Der Leichnam wurde zur Aufbahrung mittels Formaldehyd-Injektion konserviert.
Für die ersten dreißig Tage nach dem Tod des Monarchen wurden zudem weitreichende Maßnahmen angeordnet. So wurden an staatlichen und öffentlichen Gebäuden die Flaggen auf halbmast gesetzt. Die Bevölkerung sollte sich „angemessen“ kleiden. Die offiziellen Fernseh- und Radioprogramme wurden eingestellt. Über alle in Thailand zu empfangenden Sender wurden nur Beiträge über den König oder den Königshof ausgestrahlt, und zwar nur in Schwarz-Weiß. Dies betraf auch ausländische Sender. Theateraufführungen wurden teilweise abgesagt oder verschoben. Kinos blieben jedoch noch geöffnet. Veranstaltungen wie Konzerte, Livemusik oder Bühnenshows durften nicht durchgeführt werden. Viele Nachtclubs und Bars wurden ebenfalls geschlossen.
Aufgrund des unerwartet großen Andrangs von Trauernden, die im Königspalast von dem dort Aufgebahrten Abschied nehmen wollten, änderten die zuständigen Behörden die Zugangsregeln.
Am 22. Oktober 2016 wurde am Sanam Luang, nahe dem Königspalast Bangkoks, ein Video erstellt. Dieses zeigt geschätzte 300.000 trauernde Menschen, die an diesem Ort ihres verstorbenen Königs gedachten. Unter der Leitung des Komponisten Somtow Sucharitkul sang ein professioneller Chor mit Unterstützung eines Orchesters von 100 Musikern und mit vielen der Trauernden die Königshymne Thailands.
Die Einäscherung fand am 26. Oktober 2017 im Rahmen einer fünftägigen Trauerzeremonie in einem eigens auf dem Sanam Luang errichteten Krematorium statt.
Das Krematorium wurde von Januar bis März 2018 zurückgebaut. Teile des Bauwerks werden eingelagert, andere Teile sollen in verschiedenen Museen und Ausstellungen der Öffentlichkeit zugänglich gemacht werden.

## König Bhumibol Adulyadej als Privatmann
Bhumibol war unter anderem als Musiker, Komponist, Fotograf (in zahlreichen Abbildungen ist er mit einer Kamera um den Hals hängend zu sehen), Maler, Schriftsteller, Segler, Ingenieur und Funkamateur (Rufzeichen HS1A) aktiv. Insbesondere galt er als leidenschaftlicher Saxophon-Spieler, der gerne mit anderen Jazzern im Palast von Bangkok spielte (so 1960 mit Benny Goodman). Etwa 40 Kompositionen sind bislang bekannt. Zudem war er der höchste Pfadfinder Thailands. Auch werden seine Gemälde und Zeichnungen in Ausstellungen gezeigt. Als Segelsportler gewann er 1967 eine Goldmedaille bei den Südostasienspielen.
Mit Königin Sirikit Kitiyakara hatte er vier Kinder: Prinzessin Ubol Ratana, Kronprinz Maha Vajiralongkorn, Prinzessin Maha Chakri Sirindhorn und Prinzessin Chulabhorn Walailak.

## Öffentliche Wahrnehmung

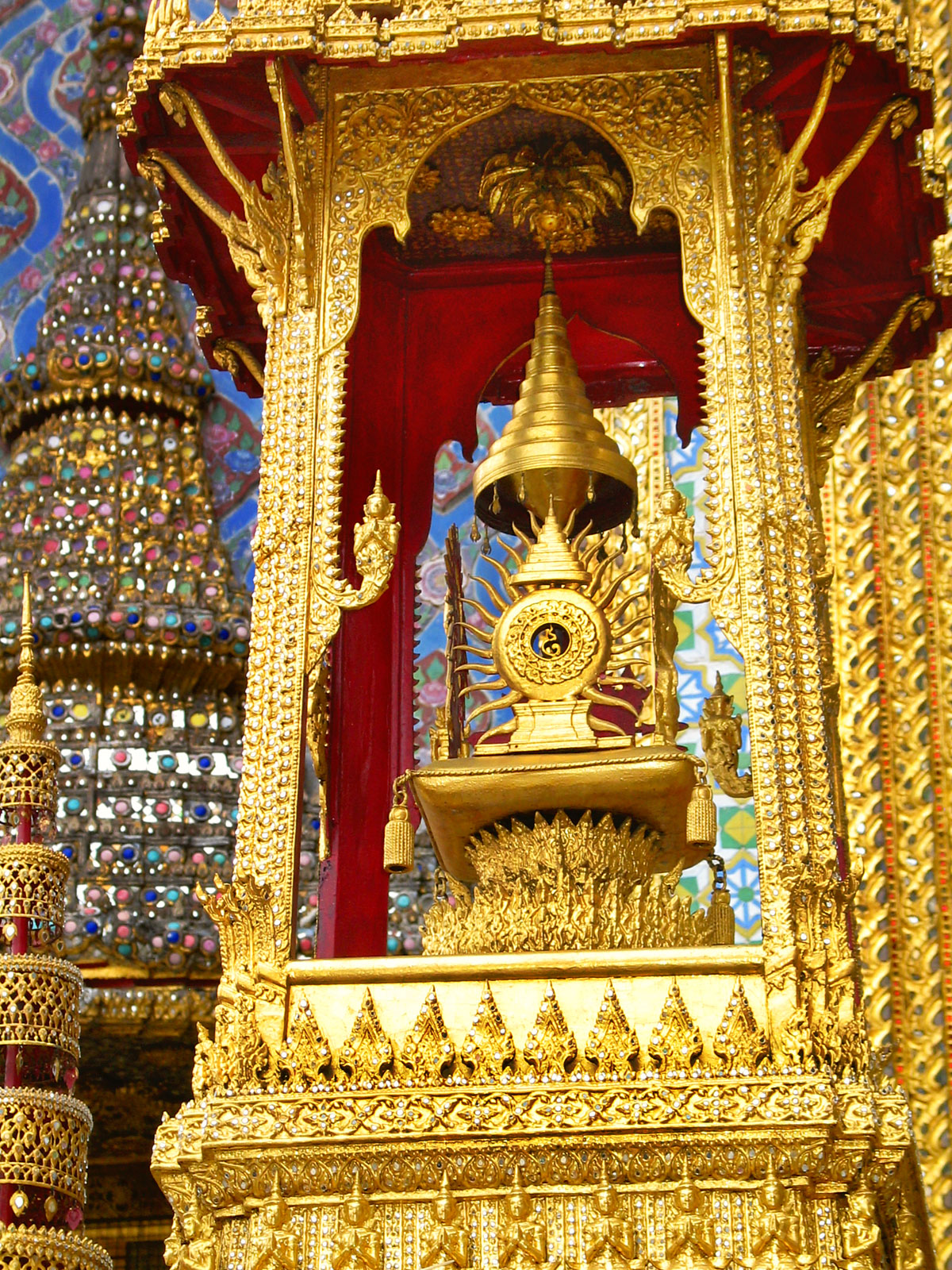
Busabok (Denkmal) mit Symbol für Bhumibol Adulyadej (der oktogonale Thron, darüber ein Diskus mit Ziffer 9 unter neunfachem Staatsschirm) im Wat Phra Kaeo

Seit 1946 stellte König Bhumibol Adulyadej die Integrationsfigur des Landes dar. In einer Volksabstimmung verlieh ihm die Bevölkerung 1987 den Beinamen Maharat („Der Große“). Etwa drei Millionen Menschen strömten im Juni 2006 in Bangkok auf die große Feier zu seinem 60. Thronjubiläum. Das Motto seiner Regierungszeit lautete: Ich werde das Land einzig zum Vorteil seiner Menschen regieren. Damit wollte er sich deutlich von den meisten politischen Machthabern Thailands unterscheiden. Aus diesem Grund verbrachte er insgesamt mehr Zeit unterwegs im Lande als in seinem Palast. Bei seinen Besuchen von landwirtschaftlichen Projekten, bei Staudämmen, Vieh- und Fischzuchten (und anderem) wurde sein Wissen und seine Beratungen immer geschätzt.
All seine Reiseunternehmungen dokumentierte er mit einer Kamera. Anlässlich einer Naturkatastrophe im Jahre 1962 startete er eine Spendenaktion im Lande. Dabei konnte mehr Geld eingenommen werden, als schließlich benötigt wurde. Mit dem Überschuss ist der heute noch existierende königliche Hilfsfonds gegründet worden. Der König selbst übernahm die Schirmherrschaft. Sein guter Ruf stand für unbürokratische, korruptionsfreie Verwendung der Mittel. Der Fonds wurde deshalb von vielen Thailändern auch anlässlich des Tsunamis vom 26. Dezember 2004 mit Spenden bedacht.

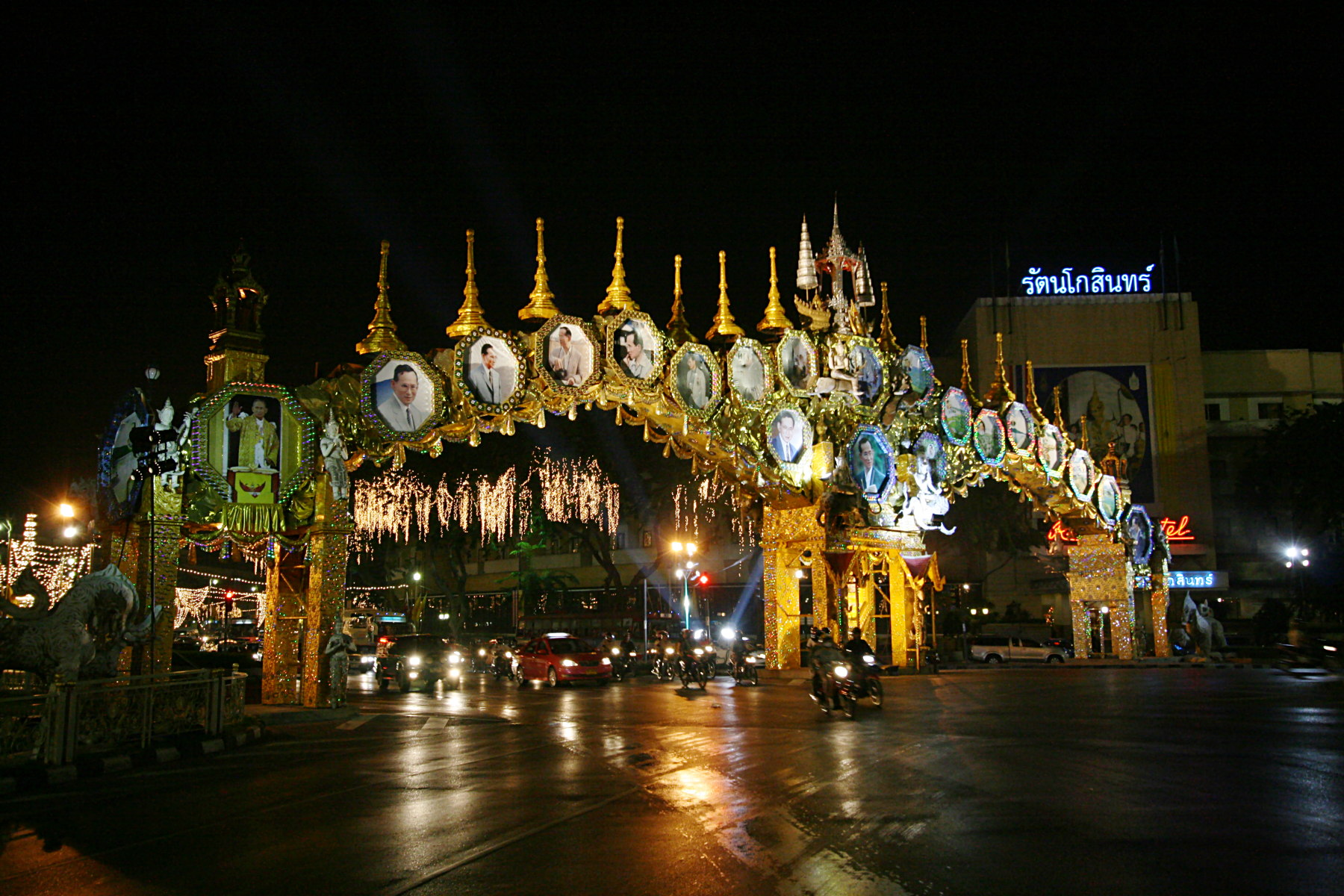
Dekoration des Ratchadamnoen-Boulevards im Zentrum Bangkoks anlässlich Bhumibols 80. Geburtstags

Von der Bevölkerung wird König Bhumibol verehrt. Dies wird unter anderem daran erkennbar, dass in den meisten Haushalten Thailands ein Bild des Königs hängt, ohne dass dies angeordnet wäre. Vor beinahe jeder kulturellen Veranstaltung (auch im Kino oder Theater, bei Arbeitsbeginn von Polizei oder Wachpersonal) wird die Königshymne abgespielt. Zu deren Beginn erheben sich alle Anwesenden und verneigen sich nach deren Ende in Richtung des Königssymbols oder Bildes. So waren unter anderem anlässlich seines 80. Geburtstags am 5. Dezember 2007 über Monate hinweg im ganzen Lande Bilder von König Bhumibol aufgestellt.
In allen königsbezogenen Hymnen, Filmaufnahmen und Hommagen (bei Kinovorführungen) wird ein „königliches Regenprojekt“ (ฝนหลวง, Fon luang genannt) erwähnt. Während einer Dürre im Isan wurde eine ungiftige Chemikalie entwickelt. Diese wurde mit Kleinflugzeugen in die Wolken gesprüht, was diese zum Abregnen brachte. Bei Dürreperioden wird diese Methode nun regelmäßig durch die gegründete königliche Regenmacherflotte angewendet.
In Thailand finden sich auf vielen Autos die Aufkleber เรารักในหลวง (Wir lieben den König). Viele thailändische Bürger tragen gelbe Armbänder oder gelbe Hemden mit der gleichen Aufschrift. Diese werden vom Königspalast verkauft. Mit dem Erlös werden Projekte des Königs zu Gunsten der Bevölkerung finanziert. Gelb gilt als die Farbe von König Bhumibol. Es gibt eine feststehende Zuordnung von Wochentagen und Farben. So ist dem Montag die Farbe Gelb zugeordnet. Der Monarch wurde an einem Montag geboren.
Während der Demonstrationen gegen Premierminister Thaksin Shinawatra im Frühjahr 2006 trugen viele der Demonstranten gelbe Stirn- und Armbänder. Damit wollten sie ihre Verbundenheit zum König deutlich machen und ihrem Vorwurf gegen Thaksin, nicht königstreu zu sein, Ausdruck verleihen.
Dem König zu Ehren wurde der große Staudamm in der Provinz Tak Bhumibol-Staudamm benannt.
Große öffentliche Bekanntheit hatte die Zuneigung Bhumibols zu seinem Haustier, der Hündin Tongdaeng, die aus dem Wurf eines Straßenhundes stammte und die der König 1998 als Welpen aufnahm. Er verfasste einen Roman über sie, der in Thailand zum Bestseller wurde, ins Englische übersetzt und verfilmt wurde. Um das strenge Majestätsbeleidigungsgesetz zu umgehen, wurden gegen Ende der Herrschaft Bhumibols Diskussionen über die Thronfolge in Texte über Tongdaeng und Fufu, den Pudel von Kronprinz Vajiralongkorn verpackt. Tongdaeng starb Ende 2015.

## Vermögen
2008 bezeichnete das Forbes Magazine Bhumibol als reichsten Monarchen weltweit. Es gab sein Vermögen mit 35 Milliarden US-Dollar an. Dabei kalkulierte es allerdings das vom Crown Property Bureau verwaltete Kronvermögen mit ein, das zwar unter der Kontrolle des Königs steht, aber offiziell nicht als dessen Privatvermögen gilt.

## Majestätsbeleidigung
Der König sowie die königliche Familie genießen in Thailand höchsten Respekt, doch ist er auch durch das Lèse-Majesté-Gesetz geschützt (franz., vom lateinischen Laesa maiestas oder Laesae maiestatis, deutsch: Majestätsbeleidigung), aufgrund dessen Kritiker zu Gefängnisstrafen von bis zu 15 Jahren verurteilt werden können. Während der Amtszeit von Ministerpräsident Tanin Kraivixien wurde das Gesetz dahingehend verschärft, dass nun auch Kritik an der königlichen Familie, an königlichen Projekten, der Chakri-Dynastie oder auch vorherigen Königen unter Strafe gestellt ist. Der Vorwurf der Majestätsbeleidigung wird dabei nicht vom König selbst oder vom Hofe erhoben, sondern von Politikern, Staatsanwälten und von den Polizeiorganen verfolgt. In der thailändischen Politik wird dies häufig benutzt, um den politischen Gegner anzuschwärzen, ihm Mangel an Loyalität zum König und zum Staat generell zu unterstellen und seine Sympathien bei der Bevölkerung zu schmälern oder ihn ganz auszuschalten.
König Bhumibol selbst hat sich in seiner Geburtstagsrede 2005 dahingehend geäußert:
„Wenn man sagt, der König darf nicht kritisiert werden, würde das bedeuten, dass der König nicht menschlich ist. … Wenn der König keine Fehler machen kann, ist es, als würde man auf ihn herabsehen und ihn nicht als ein menschliches Wesen behandeln. Aber der König kann Fehler machen.“

## Verwandtschaft

### Vorfahren
| Ahnentafel Bhumibol Adulyadej | Ahnentafel Bhumibol Adulyadej | Ahnentafel Bhumibol Adulyadej | Ahnentafel Bhumibol Adulyadej | Ahnentafel Bhumibol Adulyadej | Ahnentafel Bhumibol Adulyadej | Ahnentafel Bhumibol Adulyadej | Ahnentafel Bhumibol Adulyadej | Ahnentafel Bhumibol Adulyadej |
| ----------------------------- | --- | --- | --- | --- | --- | --- | --- | --- |
| Urgroßeltern                  | König Rama IV. Mongkut (1804–1868) ⚭ 1851 Prinzessin Rampoei, später Königin Debsirindra (1834–1861)                                               | König Rama IV. Mongkut (1804–1868) ⚭ 1851 Prinzessin Rampoei, später Königin Debsirindra (1834–1861)                                               | König Rama IV. Mongkut (1804–1868) (⚭) Chao Chom Manda Piam, später Prinzessin Piyamavadi (1838–1904)                                              | König Rama IV. Mongkut (1804–1868) (⚭) Chao Chom Manda Piam, später Prinzessin Piyamavadi (1838–1904)                                              | Chum ⚭ ? | Chum ⚭ ? | ? ⚭ Pha | ? ⚭ Pha |
| Großeltern                    | König Rama V. Chulalongkorn (1853–1910) ⚭ 1878 Königin Savang Vadhana (1862–1955)                                                                  | König Rama V. Chulalongkorn (1853–1910) ⚭ 1878 Königin Savang Vadhana (1862–1955)                                                                  | König Rama V. Chulalongkorn (1853–1910) ⚭ 1878 Königin Savang Vadhana (1862–1955)                                                                  | König Rama V. Chulalongkorn (1853–1910) ⚭ 1878 Königin Savang Vadhana (1862–1955)                                                                  | Chu ⚭ Kham | Chu ⚭ Kham | Chu ⚭ Kham | Chu ⚭ Kham |
| Eltern                        | Prinz Mahidol Adulyadej, Fürst von Songkhla (1892–1929) ⚭ 1920 Mom Sangwal Mahidol na Ayutthaya, später Prinzessinmutter Srinagarindra (1900–1995) | Prinz Mahidol Adulyadej, Fürst von Songkhla (1892–1929) ⚭ 1920 Mom Sangwal Mahidol na Ayutthaya, später Prinzessinmutter Srinagarindra (1900–1995) | Prinz Mahidol Adulyadej, Fürst von Songkhla (1892–1929) ⚭ 1920 Mom Sangwal Mahidol na Ayutthaya, später Prinzessinmutter Srinagarindra (1900–1995) | Prinz Mahidol Adulyadej, Fürst von Songkhla (1892–1929) ⚭ 1920 Mom Sangwal Mahidol na Ayutthaya, später Prinzessinmutter Srinagarindra (1900–1995) | Prinz Mahidol Adulyadej, Fürst von Songkhla (1892–1929) ⚭ 1920 Mom Sangwal Mahidol na Ayutthaya, später Prinzessinmutter Srinagarindra (1900–1995) | Prinz Mahidol Adulyadej, Fürst von Songkhla (1892–1929) ⚭ 1920 Mom Sangwal Mahidol na Ayutthaya, später Prinzessinmutter Srinagarindra (1900–1995) | Prinz Mahidol Adulyadej, Fürst von Songkhla (1892–1929) ⚭ 1920 Mom Sangwal Mahidol na Ayutthaya, später Prinzessinmutter Srinagarindra (1900–1995) | Prinz Mahidol Adulyadej, Fürst von Songkhla (1892–1929) ⚭ 1920 Mom Sangwal Mahidol na Ayutthaya, später Prinzessinmutter Srinagarindra (1900–1995) |

### Nachkommen
| Name des Kindes                   | Geburtsdatum  | Heirat Datum \| Ehegatte | Heirat Datum \| Ehegatte                               | Enkel                                        |
| --------------------------------- | ------------- | ------------------------ | ------------------------------------------------------ | -------------------------------------------- |
| Prinzessin Ubol Ratana            | 5. April 1951 | 1972 (geschieden 1998)   | Peter Ladd Jensen                                      | Khun Ploypailin Jensen (* 1981)              |
| Prinzessin Ubol Ratana            | 5. April 1951 | 1972 (geschieden 1998)   | Peter Ladd Jensen                                      | Khun Poom Jensen (1983–2004)                 |
| Prinzessin Ubol Ratana            | 5. April 1951 | 1972 (geschieden 1998)   | Peter Ladd Jensen                                      | Khun Sirikitiya Jensen (* 1985)              |
| König Maha Vajiralongkorn         | 28. Juli 1952 | 1977 (geschieden 1991)   | Prinzessin Soamsawali                                  | Prinzessin Bajrakitiyabha (* 1978)           |
| König Maha Vajiralongkorn         | 28. Juli 1952 | 1994 (geschieden 1996)   | Sujarinee Vivacharawongse (geb. Yuvadhida Polpraserth) | Prinz Juthavachara Mahidol (* 1979)          |
| König Maha Vajiralongkorn         | 28. Juli 1952 | 1994 (geschieden 1996)   | Sujarinee Vivacharawongse (geb. Yuvadhida Polpraserth) | Prinz Vacharaesorn Mahidol (* 1981)          |
| König Maha Vajiralongkorn         | 28. Juli 1952 | 1994 (geschieden 1996)   | Sujarinee Vivacharawongse (geb. Yuvadhida Polpraserth) | Prinz Chakriwat Mahidol (* 1983)             |
| König Maha Vajiralongkorn         | 28. Juli 1952 | 1994 (geschieden 1996)   | Sujarinee Vivacharawongse (geb. Yuvadhida Polpraserth) | Prinz Vatcharawee Mahidol (* 1985)           |
| König Maha Vajiralongkorn         | 28. Juli 1952 | 1994 (geschieden 1996)   | Sujarinee Vivacharawongse (geb. Yuvadhida Polpraserth) | Prinzessin Sirivannavari Nariratana (* 1987) |
| König Maha Vajiralongkorn         | 28. Juli 1952 | 2001 (geschieden 2014)   | Srirasmi Suwadee (ehem. Prinzessin Srirasm)            | Prinz Dipangkorn Rasmijoti (* 2005)          |
| König Maha Vajiralongkorn         | 28. Juli 1952 | 2019                     | Königin Suthida Bajrasudhabimalalakshana               |                                              |
| Prinzessin Maha Chakri Sirindhorn | 2. April 1955 |                          |                                                        |                                              |
| Prinzessin Chulabhorn             | 4. Juli 1957  | 1982 (geschieden 1996)   | Virayudh Tishyasarin                                   | Prinzessin Siribhachudabhorn (* 1982)        |
| Prinzessin Chulabhorn             | 4. Juli 1957  | 1982 (geschieden 1996)   | Virayudh Tishyasarin                                   | Prinzessin Aditayadornkitikhun (* 1984)      |